# 빌호 툴로스
빌호 임마누엘 툴로스(핀란드어: Vilho Immanuel Tuulos, 1895년 3월 26일 ~ 1967년 9월 2일)는 핀란드의 세단뛰기 선수이자, 멀리뛰기 선수였다.
그는 1920년 안트베르펀 올림픽에서 세단뛰기 금메달을 획득하였다. 출전 라운드에서 이룬 14.50m는 주요 이벤트를 위하여 가치가 있었으며, 우승하는 데 충분한 결과였다. 투울로스는 1924년과 1928년 하계 올림픽에서 동메달을 땄다. 멀리뛰기에서 그의 최고 결과는 파리 올림픽에서 4위였다.
툴로스는 1919년 7월 20일 탐페레에서 15.30m와 1923년 7월 6일 보로스에서 15.48m의 결과와 함께 2번이나 유럽 기록을 향상시켰다. 후반의 결과는 카레 스트룀이 1939년 15.49m를 세울 때까지 16년 동안 유럽 기록으로 머물렀다.
그는 올림픽 피겨 스케이팅 선수 칼레 툴로스의 삼촌이었다. 72세의 나이로 탐페레에서 사망하였다.